# سايمور ميلز سبنسر
سايمور ميلز سبنسر (بالإنجليزية: Seymour Mills Spencer) هو مبشر نيوزيلندي، ولد في 27 مارس 1812 في هارتفورد في الولايات المتحدة، وتوفي في 30 أبريل 1898.